# Fairchild Dornier 728/928
Fairchild Dornier 728/928 je predlagana družina dvomotornih reaktivnih regionalnih potniških letal. Načrtovalo ga je  podjetje ameriškonemško podjetje Fairchild Dornier GmbH. Fairchild je leta 1996 prevzel podjetje Dornier Luftfahrt GmbH in ga preimenoval v Fairchild Dornier leta 2000.
Namen je bil izdelati 50-120 sedežno letalo za kratke - regionalne proge. Čeprav je bilo letalo moderno in je veliko letalskih družb imelo interes za nakup, se je program končal hitro po objavljenju. 
728/928 bi bil po zasnovi enokrilnik z motorji nameščenimi pod krili. Pristajalno podvozje je tipa tricikel. Program je sprva imel oznako X28JET in pozneje 728JET.Družina letal bi obsegala letala 528JET, 728JET in 928JET.

## Tehnične specifikacije
|                            | 528                   | 728                                 | 928                                 |
| -------------------------- | --------------------- | ----------------------------------- | ----------------------------------- |
| Razpon kril                | 26,26 m (86 ft 2 in)  | 27,12 m (87 ft 4 in)                | 28,81 m (94 ft 6 in)                |
| Naklon kril                |                       | 23,5 stopinj                        | 23,7 stopinj                        |
| Dolžina                    | 23,10 m (76 ft 8 in)  | 27,40 m (89 ft 9 in)                | 31,01 m (101 ft 8 in)               |
| Višina                     | 9.05 m (29 ft 8 in)   | 9.05 m (29 ft 8 in)                 | 9,97 m (32 ft 8 in)                 |
| Širina kabine              | 3,25 m (10 ft 8 in)   | 3,25 m (10 ft 8 in)                 | 3,25 m (10 ft 8 in)                 |
| Potovalna hitrost          |                       | Mach 0,81                           | Mach 0,8                            |
| Največja potovalna hitrost |                       | Mach 0,82                           |                                     |
| Dolet                      | 2 963 km 1 600 nm     | 3 300 km 1 781 nm                   | 3 565 km 1 925 nm                   |
| Prazna teža                |                       | 20 435 kg (44 957 lb)               | 28 530 kg (62 766 lb)               |
| Višina leta (servisna)     | 11 280 m 37 000 ft    | 11 280 m 37 000 ft                  | 11 280 m 37 000 ft                  |
| Motorji (2x)               | General Electric CF34 | General Electric CF34-8D1 (55,6 kN) | General Electric CF34-10D (75,6 kN) |
| Število potnikov           | 63                    | 80                                  | 110                                 |
| Posadka                    | 2                     | 2                                   | 2                                   |

Viri: